# С любовью, Виктор
«С любовью, Виктор» (англ. Love, Victor) — американский подростковый романтический комедийно-драматический телесериал, созданный Исааком Аптакером и Элизабет Бергер, вдохновлённый и находящийся в том же мире, что и фильм 2018 года «С любовью, Саймон». Премьера состоялась 17 июня 2020 года на стриминг-сервисе Hulu. Сериал производится студией 20th Television, Аптакер и Бергер выступают шоураннерами.
Майкл Чимино исполняет роль Виктора, подростка из колумбийско-пуэрто-риканской семьи, живущей в Атланте: Виктор сталкивается с домашними проблемами, адаптацией в новом городе и осознанием своей сексуальной ориентации. Также в сериале играют Рэйчел Хилсон, Энтони Тёрпл, Бебе Вуд, Мейсон Гудинг, Джордж Сиа, Изабелла Феррейра, Матео Фернандес, Джеймс Мартинес и Ана Ортис. Ник Робинсон, сыгравший главную роль в оригинальном фильме, является продюсером сериала и одним из рассказчиков.
Второй сезон проекта вышел 11 июня 2021 года. В июле того же года Hulu объявил о продлении сериала на третий и финальный сезон, премьера которого состоялась 15 июня 2022 года.

## Сюжет
В первом сезоне рассказывается о том, как Виктор переезжает в другой город вместе со своими родителями, младшими братом и сестрой. Подростку приходится нелегко: нужно привыкать к новому дому и к новой школе, переживать семейные конфликты, спровоцированные сменой обстановки, и самое трудное — искать себя и разбираться со своей сексуальной ориентацией и противоречивыми чувствами, бурлящими внутри. Когда тревог становится слишком много, Виктор обращается за помощью к Саймону — он помогает парню пережить все радости и трудности старшей школы.
Второй сезон посвящён последствиям каминг-аута Виктора перед родителями и сестрой. Повествует о «путешествии» Виктора в новый мир с его друзьями, об отношениях с Бенджи, которые несколько раз подвергаются проверке, отчасти из-за семьи Виктора и нового возможного любовного интереса.

## В ролях

### Основной состав
- Майкл Чимино — Виктор Салазар[4]: Старшеклассник, из-за переезда вынужденный привыкать к новому городу и заново заводить друзей, что только осложняется переживаниями по поводу собственной сексуальной ориентации[5].
- Рэйчел Хилсон — Мия Брукс[4]: Умная подруга и бывшая девушка Виктора, обладающая острым умом и любящая посмеяться. Они встречались до того, как Виктор совершил каминг-аут[6].
- Энтони Тёрпл — Феликс Вестен[4]: Странноватый новый сосед Виктора, который стремится подружиться с ним[5].
- Бебе Вуд — Лэйк Каннингем[4]: Лучшая подруга Мии, одержимая социальными сетями[5].
- Мейсон Гудинг — Эндрю[4]: Популярный и самоуверенный баскетболист из школы Криквуда[5].
- Джордж Сиа — Бенджи Кэмпбелл[4]: Уверенный в себе и обаятельный одноклассник Виктора, открытый гей, который позже становится его парнем[5].
- Изабелла Феррейра — Пилар Салазар[4]: Встревоженная младшая сестра Виктора, обеспокоенная своей новой жизнью[5].
- Матео Фернандес — Адриан Салазар: Младший брат Виктора[5].
- Джеймс Мартинес[англ.] — Армандо Салазар: Отец Виктора, усердно работающий на благо своей семьи[5].
- Ана Ортис — Изабель Салазар: Мать Виктора, находящаяся под большим давлением после переезда[7].

Ник Робинсон, вновь исполняющий роль Саймона Спира из фильма «С любовью, Саймон», в основном выступает как некий рассказчик, наставляющий Виктора через голосовые сообщения. Робинсон появляется с камео Саймона в восьмом эпизоде первого сезона и в десятом эпизоде второго сезона.

### Второстепенный состав
- Мекай Файфер — Гарольд Брукс, отец Мии.
- София Буш — Вероника: Новая девушка отца Мии, которая руководит некоммерческой организацией по защите прав женщин[8].
- Чарли Холл — Киран, один из близких друзей Эндрю и член баскетбольной команды
- Эй-Джей Карр — Тедди, один из близких друзей Эндрю и член баскетбольной команды
- Лукас Гейдж — Дерек: Бывший парень Бенджи (первый сезон; эпизодическая роль во втором сезоне).
- Бетси Брандт — Дон Вестен, мать Феликса, страдающая проблемами с психическим здоровьем (второй сезон)
- Ава Капри — Люси, подруга Бенджи и бывшая девушка Эндрю (второй сезон)
- Энтони Кейван — Рахим, друг Пилар и Виктора, выходец из религиозной иранской семьи, влюблен в Виктора (второй сезон[9])
- Джули Бенц — Шелби, новая подруга Армандо, а позже и любовный интерес, с которой он познакомился на собрании PFLAG (сезон 2)

### Эпизодические роли
- Бет Литтлфорд — Сара: Менеджер кафетерия, где работают Виктор и Бенджи.
- Лесли Гроссман — Джорджина Каннингем: Ведущая новостей и мать Лэйк.
- Эбигейл Киллмейер — Венди, ученица, которую Феликс берет на свидание на Весенний бал (сезоны 1-2)
- Энди Рихтер — тренер Форд, учитель физкультуры и тренер по баскетболу (сезоны 1-2)
- Уилл Ропп — Уайатт, однин из близких друзей Эндрю (сезоны 1-2)
- Али Вонг — Мисс Томас, преподавательница полового воспитания в школе Криквуда (сезон 1)
- Стивен Хейслер — Роджер, бывший босс Армандо, с которым у Изабель был роман (сезон 1)
- Кейнан Лонсдейл — Брэм Гринфельд, парень Саймона (из фильма «С любовью, Саймон»; сезон 1[10])
- Катя Замолодчикова в роли самой себя, выступающей в гей-клубе «Messy Boots» в Нью-Йорке[10] (сезон 1)
- Томми Дорфман — сосед Джастина, Брэма и Саймона по комнате[10] (сезон 1)
- Наташа Ротвелл — мисс Олбрайт, заместитель директора Криквуда, ранее руководившая театральным кружком (из фильма «С любовью, Саймон»; сезон 1)
- Терри Хойос — Наталья Салазар, бабушка Виктора (сезон 1)
- Хуан Карлос Канту — Тито Салазар, дедушка Виктора (сезон 1)
- Джейсон Коллинз в роли самого себя, играющего в баскетбол с командой геев (сезон 1)
- Джош Дюамель — Джек Спайер, отец Саймона из фильма (сезон 2)
- Дэниел Круа — Тайлер, друг Мии, с которым она познакомилась на вечеринке в колледже (сезон 2)
- Кевин Рам — мистер Кэмпбелл, отец Бенджи (сезон 2)
- Эмбет Дэвидц — мисс Кэмпбелл, мать Бенджи (сезон 2)
- Николас Хэмилтон — Чарли, онлайн-поклонник Рахима (сезон 2)
- Карли Хэнсон — член музыкальной группы Бенджи

## Эпизоды
| Сезон | Серии | Серии | Даты показа  | Даты показа  |
| ----- | ----- | ----- | ------------ | ------------ |
| 1     | 10    | 10    | 17 июня 2020 | 17 июня 2020 |
| 2     | 10    | 10    | 11 июня 2021 | 11 июня 2021 |

### Сезон 1 (2020)
| № общий | № в сезоне | Название                                                      | Режиссёр        | Автор сценария                                                         | Дата премьеры |
| ------- | ---------- | ------------------------------------------------------------- | --------------- | ---------------------------------------------------------------------- | ------------- |
| 1       | 1          | «Добро пожаловать в Криквуд» «Welcome to Creekwood»           | Эйми Йорк Рубин | Телесценарий : Исаак Аптакер и Элизабет Бергер                         | 17 июня 2020  |
| 2       | 2          | «Светофорная вечеринка» «Stoplight Party»                     | Джейсон Энслер  | Брайан Тэнен                                                           | 17 июня 2020  |
| 3       | 3          | «Битва групп» «Battle of the Bands»                           | Пилар Бём       | Джен Брейден                                                           | 17 июня 2020  |
| 4       | 4          | «Правда ранит» «The Truth Hurts»                              | Майкл Леннокс   | Маркос Луэванос                                                        | 17 июня 2020  |
| 5       | 5          | «Сладкие шестнадцать» «Sweet Sixteen»                         | Энн Флетчер     | Шайла Лоуренс                                                          | 17 июня 2020  |
| 6       | 6          | «Криквудские ночи» «Creekwood Nights»                         | Ану Валия       | Дэвид Смитмен                                                          | 17 июня 2020  |
| 7       | 7          | «Что происходит в Уиллакучи…» «What Happens In Willacoochee…» | Джей Карас      | Дэнни Фернандес                                                        | 17 июня 2020  |
| 8       | 8          | «Поездка для мальчиков» «'Boys' Trip'»                        | Тодд Холланд    | Брайан Тэнен                                                           | 17 июня 2020  |
| 9       | 9          | «Кто, чёрт возьми, такой Би?» «Who the Hell is B?»            | Ребекка Ашер    | Джереми Рот и Джесс Пинеда                                             | 17 июня 2020  |
| 10      | 10         | «Весенний бал» «Spring Fling»                                 | Джейсон Энслер  | Телесценарий : Джиллиан Морено Сюжет : Исаак Аптакер и Элизабет Бергер | 17 июня 2020  |

### Сезон 2 (2021)
| № общий | № в сезоне | Название                                        | Режиссёр             | Автор сценария                  | Дата премьеры |
| ------- | ---------- | ----------------------------------------------- | -------------------- | ------------------------------- | ------------- |
| 11      | 1          | «Идеальный летний мир» «Perfect Summer Bubble»  | Джейсон Энслер       | Исаак Аптакер и Элизабет Бергер | 11 июня 2021  |
| 12      | 2          | «День первый, дубль два» «Day One, Take Two»    | Алекс Хардкасл       | Брайан Тэнен                    | 11 июня 2021  |
| 13      | 3          | «В команде геев нет» «'There's No Gay in Team'» | Алекс Хардкасл       | ДжейСи Ли                       | 11 июня 2021  |
| 14      | 4          | «Домик для секса» «The Sex Cabin»               | Джейсон Энслер       | Джиллиан Морено и Алекс Фройнд  | 11 июня 2021  |
| 15      | 5          | «Очень гей» «Gay Gay»                           | Кристин Винделл      | Маркос Луэванос                 | 11 июня 2021  |
| 16      | 6          | «С уважением, Рахим» «Sincerely, Rahim»         | Сара Бойд            | Мишель Лирцман                  | 11 июня 2021  |
| 17      | 7          | «Стол на четверых» «Table for Four»             | Сатья Баба           | Джереми Рот                     | 11 июня 2021  |
| 18      | 8          | «Утро после» «The Morning After»                | Наталия Лейте        | Сара ЛаБри                      | 11 июня 2021  |
| 19      | 9          | «Выходной Виктора» «'Victor's Day Off'»         | Кевин Родни Салливан | Брайан Тэнен                    | 11 июня 2021  |
| 20      | 10         | «Закрой глаза» «Close Your Eyes»                | Джейсон Энслер       | Исаак Аптакер и Элизабет Бергер | 11 июня 2021  |

## Производство

### Разработка
В апреле 2019 года стриминг-сервис Disney+ заказал у компании 20th Century Fox Television производство телесериала, основанного на полнометражном фильме «С любовью, Саймон», сценаристы которого Исаак Аптакер и Элизабет Бергер стали Шоураннерами будущего сериала. Предполагалось, что новое шоу сфокусируется на новых персонажах, но действие будет происходить в том же мире.
«„С любовью, Саймон“ — это сильная история, оценённая как критиками, так и зрителями за её универсальную неподдельность, любовь и принятие. Для нас большая честь сотрудничать с талантливой командой 20th Century Fox Television, чтобы представить новую главу любимой истории на Disney+, продолжая вдохновляющее повествование, которое очаровало поклонников оригинального фильма».
Агнес Чу (глава отдела стриминга, Disney+)
В феврале 2020 года проект был назван «С любовью, Виктор», «переехал» на платформу Hulu и получил запланированную дату выхода в июне 2020 года. Проект стал вторым после «Меломанки», переместившимся с Disney+ на Hulu. Изначально премьера сериала была намечена на 19 июня 2020 года, но затем дата была изменена на 17 июня. В августе 2020 года Hulu продлил сериал на 10-серийный второй сезон, премьера которого состоялась 11 июня 2021 года. В июле 2021 года Hulu продлил сериал на третий сезон, который, как стало известно в феврале 2022 года, станет последним.

### Подбор актёров
В июне 2019 года Ана Ортис получила роль Изабель. В середине августа был объявлен полный актёрский состав сериала с Майклом Чимино в главной роли Виктора, Джеймсом Мартинесом в роли Армандо, Изабеллой Феррейра в роли Пилар, Матео Фернандесом в роли Адриана, Джонни Секвойей в роли Мии, Бебе Вуд в роли Лейк, Джорджом Сиа в роли Бенджи, Энтони Тёрпелом в роли Феликса и Мэйсоном Гудингом в роли Эндрю. Также было объявлено, что Ник Робинсон, исполнивший роль Саймона в фильме, выступит продюсером и рассказчиком сериала. Позже стало известно, что Рэйчел Хилсон заменила Джонни Секвойю на роли Мии. Перестановка была вызвана изменением сюжетной линии персонажа. В октябре 2019 года также было объявлено, что София Буш исполнит роль Вероники, новой девушки отца Мии.
В ноябре 2020 года было объявлено, что Бетси Брандт исполнит во втором сезоне роль Дон, матери Феликса, которая борется с проблемами психического здоровья. Также было объявлено о присоединении к актёрскому составу во второй сезоне Авы Капри и Энтони Кейвана.

### Съёмки
Съёмки начались в августе 2019 года в Лос-Анджелесе, режиссёром первого эпизода выступила Эйми Йорк Рубин. 9 декабря 2020 года начались съёмки второго сезона. Производство третьего сезона стартовало 8 декабря 2021 года.

### Музыка
19 июня 2020 года на лейбле Hollywood Records вышел мини-альбом с саундтреком к первому сезону с тремя новыми песнями ЛГБТ-артистов, написанными в соавторстве с Leland.
| №                   | Название                                    | Автор(ы)                           | Исполнитель(и)      | Длительность |
| ------------------- | ------------------------------------------- | ---------------------------------- | ------------------- | ------------ |
| 1.                  | «Somebody Tell Me» (заглавная тема сериала) | Джордан Палмер Leland [англ.]      | Тайлер Гленн        | 2:48         |
| 2.                  | «Athlete»                                   | Грейсон Ченс Палмер Leland         | Грейсон Ченс        | 3:12         |
| 3.                  | «God, This Feels Good»                      | Палмер Leland Айзек Данбар [англ.] | Айзек Данбар        | 3:18         |
| Общая длительность: | Общая длительность:                         | Общая длительность:                | Общая длительность: | 9:18         |

11 июня 2021 года на лейбле Hollywood Records вышел альбом с саундтреком ко второму сезону с восемью новыми песнями ЛГБТ-артистов, написанными в соавторстве с Leland.
| №                   | Название                   | Автор(ы)                                                          | Исполнитель(и)            | Длительность |
| ------------------- | -------------------------- | ----------------------------------------------------------------- | ------------------------- | ------------ |
| 1.                  | «Heaven Is a Hand to Hold» | Leland [англ.] Дункан Лоуренс Jordan Garfield Питер Томас [англ.] | Дункан Лоуренс            | 2:41         |
| 2.                  | «She Said»                 | Leland Кэри Флетчер [англ.] Сидни Кьюбит                          | Fletcher                  | 2:48         |
| 3.                  | «FYI»                      | Leland Бриттен Ньюбилл Josiah Wise [англ.]                        | serpentwithfeet           | 3:24         |
| 4.                  | «Young Love»               | Leland                                                            | Карли Хенсон и Джордж Сиа | 3:07         |
| 5.                  | «Windows»                  | Leland Ньюбилл Тейлор Паркс                                       | Tayla Parx                | 3:17         |
| 6.                  | «Horizontal»               | Элис Лонъюй Гао Leland Мэдисон Лав [англ.] Томас                  | Элис Лонъюй Гао           | 2:59         |
| 7.                  | «Private Life»             | Александра Хьюз Leland Томас                                      | Allie X                   | 4:23         |
| 8.                  | «Infinity»                 | Leland Фенси Хагуд Джеймс Абрахарт [англ.] Томас                  | Фенси Хагуд               | 3:11         |
| Общая длительность: | Общая длительность:        | Общая длительность:                                               | Общая длительность:       | 25:50        |

## Премьера
Премьера сериала состоялась в США 17 июня 2020 года на стриминг-сервисе Hulu. В других странах сериал вышел 23 февраля 2021 года под брендом Star на платформе Disney+. Второй сезон был выпущен 11 июня 2021 года на Hulu, а международная премьера состоялась 18 июня 2021 года снова под брендом Star на стриминг-сервисе Disney+. На Disney+ эпизоды сериала выходили еженедельно. Премьера третьего и последнего 8-серийного сезона состоится 15 июня 2022 года.

## Реакция

### Аудитория
По данным Hulu, сериал стал самой популярной драмой на сервисе во время премьерной недели с 17 по 23 июня 2020 года. В течение первой недели после премьеры сериал стал самым «запойным для просмотра» оригинальным драматическим сериалом Hulu в 2020 году.

### Отзывы критиков
На агрегаторе рецензий критиков Rotten Tomatoes рейтинг одобрения первого сезона составляет 90 % на основе 49 рецензий со средней оценкой 7,13/10. Консенсус критиков гласит: «Майкл Чимино очаровывает в „С любовью, Виктор“, искреннем и милом — хотя и безопасном — спин-оффе с большим сердцем». Metacritic присвоил первому сезону оценку 69 из 100, основываясь на рецензиях 21 критиков, что указывает на «в целом благоприятные отзывы».
Второй сезон сериала получил 100%-ный «рейтинг свежести» на Rotten Tomatoes на основе 23 отзывов со средней оценкой 8,1/10. Консенсус критиков: «Зрелый второй сезон „С любовью, Виктор“ крепко держится на талантливом актёрском составе и с осторожностью сталкивается с трудными ситуациями».

### Награды и номинации
| Год  | Премия                                  | Категория                                              | Номинант(ы)                                     | Итог      | Прим.  |
| ---- | --------------------------------------- | ------------------------------------------------------ | ----------------------------------------------- | --------- | ------ |
| 2021 | Dorian Awards                           | Лучшее сериал ЛГБТК-тематики                           | «С любовью, Виктор»                             | Номинация |        |
| 2021 | Dorian Awards                           | Лучший невоспетый сериал                               | «С любовью, Виктор»                             | Победа    | [ 30 ] |
| 2021 | Премия GLAAD                            | Выдающийся комедийный сериал                           | «С любовью, Виктор»                             | Номинация | [ 31 ] |
| 2021 | Премия Gold Derby в области телевидения | Комедийный актёр                                       | Майкл Чимино                                    | Номинация | [ 32 ] |
| 2021 | Премия Gold Derby в области телевидения | Комедийный сериал                                      | «С любовью, Виктор»                             | Номинация | [ 32 ] |
| 2021 | Премия Imagen                           | Лучший актёр в главной роли (комедия)                  | Майкл Чимино                                    | Победа    | [ 33 ] |
| 2021 | Премия Imagen                           | Лучшая вечерняя программа (комедия)                    | «С любовью, Виктор»                             | Победа    | [ 33 ] |
| 2021 | Премия Imagen                           | Лучший актёр второго плана (комедия)                   | Джеймс Мартинес                                 | Номинация | [ 33 ] |
| 2021 | Премия Imagen                           | Лучшая актриса второго плана (комедия)                 | Ана Ортис                                       | Номинация | [ 33 ] |
| 2022 | Премия Artios                           | Телевизионный пилотный эпизод и первый сезон (комедия) | Джош Эйнсон, Тиффани Литтл Кэнфилд, Конрад Вулф | Ожидается | [ 34 ] |
| 2022 | Премия GLAAD                            | Выдающийся комедийный сериал                           | «С любовью, Виктор»                             | Ожидается | [ 35 ] |